# Devario horai
Devario horai és una espècie de peix cipriniforme de la família dels ciprínids.

## Morfologia
Els mascles poden assolir els 2,8 cm de longitud total.

## Distribució geogràfica
Es troba a l'Índia.